# Ellerchenhausen
Ellerchenhausen ist ein Ortsteil von Natenstedt, das wiederum Ortsteil der Stadt Twistringen im niedersächsischen Landkreis Diepholz ist.

## Lage
Ellerchenhausen liegt etwa fünf Kilometer nördlich vom Ortsteil Heiligenloh und sieben Kilometer westlich vom Kernbereich der Stadt Twistringen entfernt. Durch das Dorf verläuft die Landesstraße 342 und mehrere kleine Straßen. Südlich von Ellerchenhausen fließt die Natenstedter Beeke, ein etwa sechs Kilometer langer rechtsseitiger Nebenfluss der Heiligenloher Beeke.

## Geschichte
Anfang des 19. Jahrhunderts gehörte der Ort zum Königlichen Amt Ehrenburg-Bahrenburg der Grafschaft Hoya.

## Infrastruktur
In Ellerchenhausen gibt es keine Straßenbezeichnungen, sondern nur Hausnummern, nach denen sich Einwohner, Postboten, Lieferanten und Besucher orientieren müssen.